# Заговор 20 июля
Опера́ция «Вальки́рия», также известная как заговор 20 июля и заговор генералов (нем. Attentat vom 20. Juli 1944) — заговор германского Сопротивления, прежде всего старших и высших офицеров вермахта, с целью убийства Адольфа Гитлера, государственного переворота и свержения нацистского режима. Кульминацией заговора стало неудачное покушение на Гитлера 20 июля 1944 года. Провал заговора повлёк за собой казнь большинства заговорщиков и репрессии в отношении остальных участников германского Сопротивления. Всего были арестованы около 600 человек. Судебные процессы продолжались с августа 1944 года по апрель 1945 года. Около 200 человек были казнены или доведены до самоубийства.

## Возникновение заговора военных
Группы заговорщиков, планировавшие антинацистский переворот, существовали в вермахте и в абвере (военной разведке) с 1938 года и видели своей целью отказ от агрессивной внешней политики Гитлера и предотвращение войны, к которой, по их мнению, Германия была не готова. Отношения между Гитлером и военачальниками обострились в результате увольнения военного министра генерал-фельдмаршала Вернера фон Бломберга и главнокомандующего сухопутных войск генерал-полковника Вернера фон Фрича в результате кризиса Бломберга — Фрича. Гитлер использовал его, чтобы избавиться от руководства вермахта, которое сопротивлялось подготовке к войне. Заговорщики планировали смещение Гитлера после отдачи им приказа о нападении на Чехословакию, создание временного правительства, а впоследствии — проведение демократических выборов. 
В их число входили генерал-полковник Людвиг Бек, подавший в отставку с поста начальника генерального штаба сухопутных войск 18 августа 1938 года в знак несогласия с агрессивной политикой Гитлера, новый начальник генштаба сухопутных войск Франц Гальдер, будущие генерал-фельдмаршалы Эрвин фон Вицлебен и Вальтер фон Браухич, генералы Эрих Гёпнер и Вальтер фон Брокдорф-Алефельд, глава абвера Вильгельм Канарис, подполковник абвера Ханс Остер, а также министр финансов Пруссии Йоханнес Попиц, банкир Яльмар Шахт, бывший бургомистр Лейпцига Карл Гёрделер и дипломат Ульрих фон Хассель. 
В ходе своих поездок по Европе и США Гёрделер встречался с видными политиками, чтобы убедить их в необходимости более жёсткого курса по отношению к Гитлеру. По поручению Остера Эвальд фон Клейст-Шменцин 18 августа, в разгар кризиса, летал в Лондон, чтобы предупредить британских политиков об агрессивных намерениях Гитлера. Переворот планировался на последние дни сентября 1938 года, но утром 28 сентября планы заговорщиков скорректировало сообщение о том, что Великобритания не будет объявлять войну Германии. Чуть позже стало известно о согласии британского премьер-министра Невилла Чемберлена прибыть на следующий день в Германию для переговоров с Гитлером. Подписанное вслед за этим Мюнхенское соглашение свело на нет планировавшийся переворот, выполнив его основную цель — предотвращение вооружённого конфликта.

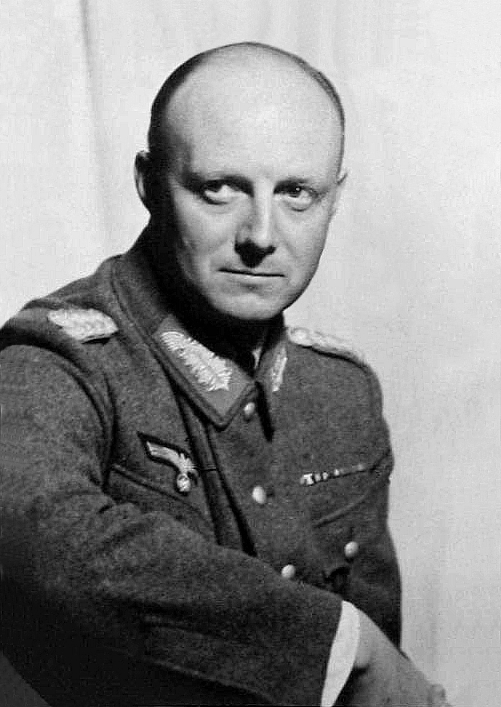
Хеннинг фон Тресков
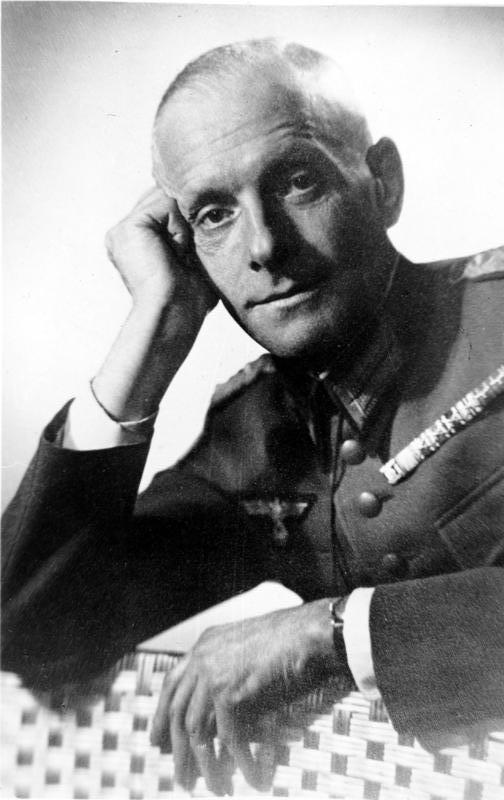
Ханс Остер
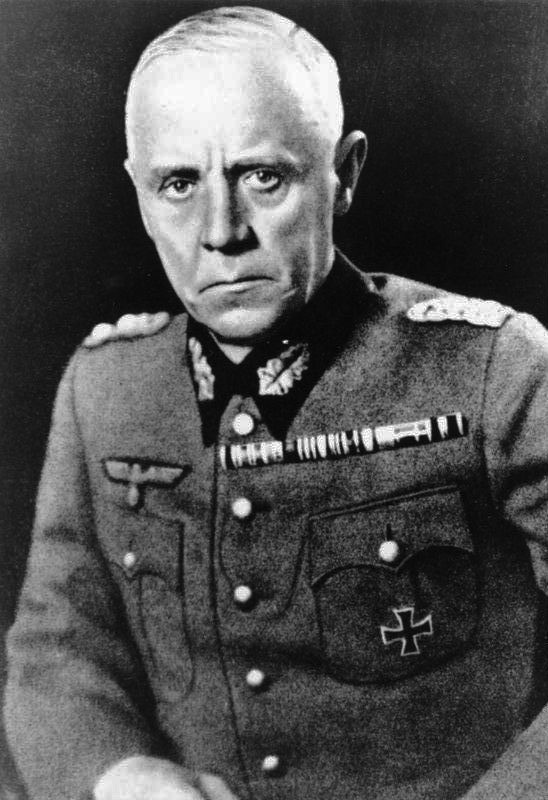
Людвиг Бек
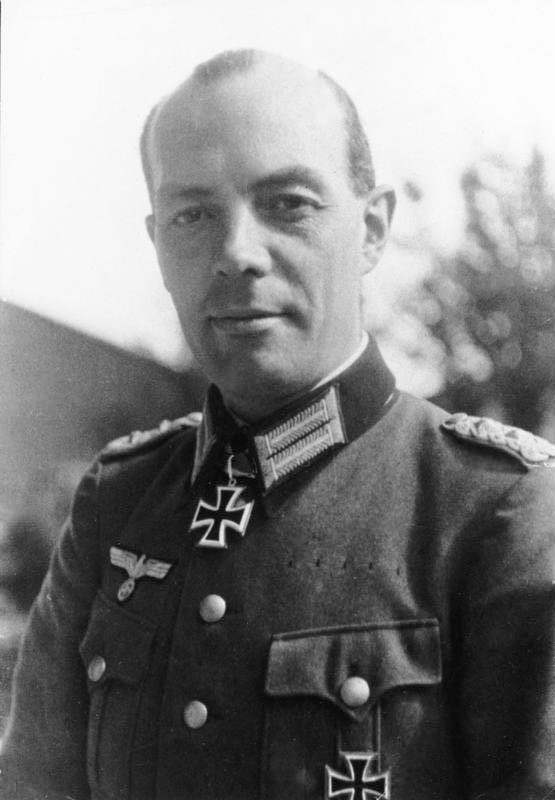
Рудольф-Кристоф фон Герсдорф

Планы смещения Гитлера существовали и в дальнейшем, однако из-за нерешительности заговорщиков (в первую очередь, Браухича и Гальдера) не были реализованы. С началом войны генералы и офицеры вермахта, в особенности на Восточном фронте, были вынуждены закрывать глаза на жестокое отношение к мирному населению и военнопленным (деятельность айнзацгрупп, «приказ о комиссарах» и др.), а в некоторых случаях — самостоятельно проводить те или иные преступные мероприятия. С 1941 года группа заговорщиков во главе с полковником Хеннингом фон Тресковом, мужем двоюродной сестры генерал-фельдмаршала Федора фон Бока, действовала в штабе Группы армий «Центр» на Восточном фронте. Тресков был убеждённым противником нацистского режима и последовательно назначал на штабные должности своих единомышленников. Таковыми являлись полковник барон Рудольф-Кристоф фон Герсдорф, лейтенант резерва Фабиан фон Шлабрендорф, ставший адъютантом Трескова, братья Георг и Филипп фон Бёзелагеры. Через Шлабрендорфа группа поддерживала контакты с Беком, Гёрделером и Остером. Фон Бок также был недоволен политикой Гитлера, но отказывался от поддержки заговора в любой форме. После поражения в битве за Москву Браухич и фон Бок были уволены, а командующим группой армий «Центр» стал Ханс Гюнтер фон Клюге. Тресков и Гёрделер пытались привлечь Клюге на свою сторону, предполагая, что он их поддерживает.
Осенью 1942 года отставка Гальдера лишила заговорщиков связи с Верховным командованием сухопутных войск. Однако вскоре Остер обрёл союзника в лице начальника Общевойскового управления Верховного командования сухопутных войск, заместителя командующего армией резерва генерала Фридриха Ольбрихта. Резервная армия была боеспособным подразделением, предназначавшимся, в частности, для подавления беспорядков внутри Германии. В течение 1942 года план заговора эволюционировал в двухступенчатую операцию, включавшую в себя убийство Гитлера, захват основных коммуникаций и подавление сопротивления СС резервной армией.
Неоднократные попытки группы Трескова убить Гитлера оказались безуспешны. 13 марта 1943 года во время посещения Гитлером Смоленска Тресков и Шлабрендорф подложили взрывчатку в его самолёт, но взрыватель не сработал. Через восемь дней Герсдорф был готов взорвать себя вместе с Гитлером на выставке трофейного советского вооружения в берлинском цейхгаузе, но фюрер преждевременно покинул экспозицию, и Герсдорф едва успел деактивировать детонатор.

## План «Валькирия»
С весны 1942 года Ольбрихт работал над планом «Валькирия», рассчитанным на случай чрезвычайных ситуаций и внутренних беспорядков, таких как восстание подневольных рабочих. План был одобрен Гитлером. Ольбрихт предложил воспользоваться им в случае переворота. После убийства Гитлера армия резерва должна была занять ключевые объекты в Берлине, разоружить СС и арестовать нацистское руководство. Предполагалось, что командующий резервной армией генерал-полковник Фридрих Фромм присоединится к заговору или будет смещён, и в этом случае командование возьмёт на себя Гёпнер. Фромм был осведомлён о существовании заговора, но занимал выжидательную позицию. Одновременно с вводом в действие резервной армии входивший в заговор начальник службы связи вермахта генерал Эрих Фельгибель вместе с некоторыми доверенными подчинёнными должен был обеспечить блокировку связи со ставкой фюрера.
Гёрделер выступал за сохранение жизни Гитлера. Обсуждались различные варианты такого сценария (в частности, взятие Гитлера в заложники или отключение линий связи и изоляция Гитлера от внешнего мира на время переворота), но ещё весной 1943 года заговорщики пришли к выводу, что все они нецелесообразны. После убийства Гитлера планировалось сформировать временное правительство: Бек должен был стать главой государства (президентом), Гёрделер — канцлером, Вицлебен — верховным главнокомандующим. Задачами нового правительства были прекращение войны, восстановление правового государства, а также проведение демократических выборов. Гёрделер и Бек разработали более подробный проект устройства посленацистской Германии, основывавшийся на их консервативных монархических взглядах. В частности, они полагали, что народное представительство следует ограничить (нижняя палата парламента будет формироваться в результате непрямых выборов, а верхняя, в которую войдут представители земель, — вообще без выборов), а главой государства должен быть монарх.
В августе 1943 года Тресков познакомился с подполковником графом Клаусом фон Штауффенбергом, которому было суждено стать самым известным участником заговора и непосредственным исполнителем покушения на Гитлера. Штауффенберг служил в Северной Африке в войсках Роммеля, был там тяжело ранен, придерживался националистически-консервативных взглядов. К 1942 году он разочаровался в нацизме и был убеждён, что Гитлер ведёт Германию к катастрофе. Однако по религиозным убеждениям Штауффенберг поначалу не считал, что фюрера надо убить. После Сталинградской битвы он изменил своё мнение и решил, что оставить Гитлера в живых будет бо́льшим злом. Тресков писал Штауффенбергу: «Покушение должно произойти любой ценой (фр. coûte que coûte); даже если мы потерпим неудачу — надо действовать. Ведь практическая сторона дела уже ничего не значит; дело только в том, что германское сопротивление пошло на решительный шаг перед глазами мира и истории. По сравнению с этим все остальное значения не имеет».

## Попытки покушений первой половины июля

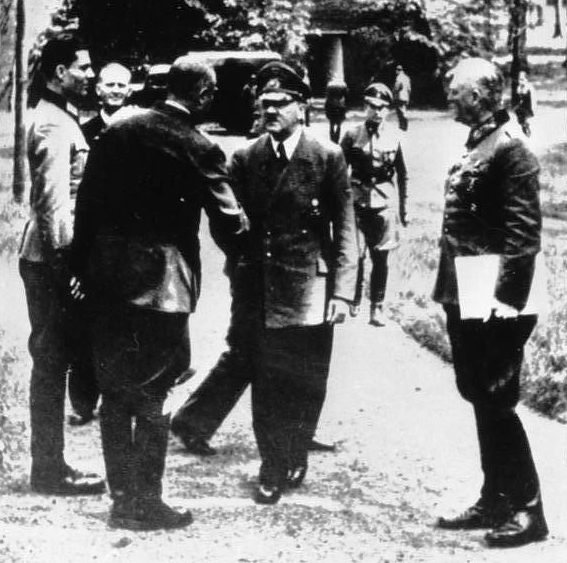
Штауффенберг (крайний слева), Гитлер (в центре) и Кейтель 15 июля 1944 года в «Вольфсшанце»

1 июля 1944 года Штауффенберг был  произведён в полковники и назначен начальником штаба армии резерва, который находился на Бендлерштрассе (ныне Штауффенбергштрассе) в Берлине (так называемый Бендлерблок). В этом качестве он мог присутствовать на военных совещаниях как в ставке Гитлера «Вольфсшанце» в Восточной Пруссии, так и в резиденции Бергхоф под Берхтесгаденом. В то же время заговорщики вошли в контакт с командующим оккупационными войсками во Франции генералом Штюльпнагелем, который должен был после убийства Гитлера взять власть во Франции в свои руки и начать переговоры с союзниками. 3 июля генералы Вагнер, Линдеманн, Штиф и Фельгибель провели совещание в отеле «Берхтесгаденер Хоф». В частности, обсуждался порядок отключения правительственных линий связи Фельгибелем после взрыва.
6 июля Штауффенберг присутствовал на специальном совещании в Бергхофе. У него с собой была взрывчатка, однако покушение не состоялось. Позднее Штиф показал на допросе, что отговорил тогда Штауффенберга от попытки убить Гитлера. По другим данным, Штиф на следующий день сам должен был активировать взрывчатку на оружейной выставке в замке Клессхайм под Зальцбургом. 11 июля Штауффенберг присутствовал на совещании в Бергхофе с пакетом взрывчатки английского производства, но не активировал её. Ранее заговорщики решили, что вместе с Гитлером необходимо устранить Геринга, официального преемника Гитлера, и Гиммлера, руководителя СС, а они оба не присутствовали на совещании. Вечером Штауффенберг встретился с Беком и Ольбрихтом и убедил их, что в следующий раз покушение надо совершить независимо от того, будут ли присутствовать Геринг и Гиммлер.
15 июля на совещании в «Вольфсшанце» Штауффенберг делал доклад о состоянии резервов. За два часа до начала совещания Ольбрихт отдал приказ о начале операции «Валькирия» и выдвижении частей резервной армии в направлении правительственного квартала на Вильгельмштрассе. Штауффенберг сделал доклад и вышел переговорить по телефону с Ольбрихтом. Когда он вернулся, Гитлер уже покинул совещание. Штауффенберг уведомил Ольбрихта о неудаче, и тот отменил приказ. Все это с трудом было замаскировано под «учения», а Ольбрихт получил нагоняй от своего начальника, генерал-полковника Фромма.

## События 20 июля

### Покушение

Расположение участников совещания в момент взрыва

20 июля около 8 часов утра Штауффенберг вместе со своим адъютантом обер-лейтенантом Вернером фон Хафтеном и генерал-майором Гельмутом Штифом на курьерском самолёте Junkers Ju 52 вылетел с аэродрома в Рангсдорфе в ставку Гитлера «Вольфсшанце». В одном портфеле у них были бумаги для доклада о формировании двух «заградительных дивизий» для защиты Восточной Пруссии, а в другом — два пакета пластиковой взрывчатки британского производства, снабженной химическими взрывателями замедленного действия («карандашными взрывателями»), которые достал полковник Вессель Фрайхерр фон Фрейтаг-Лорингофен.
В 10 часов 15 минут самолёт приземлился на аэродроме в Растенбурге. Штиф, Штауффенберг и фон Хафтен поехали в ставку фюрера, расположенную в шести километрах от аэродрома. В 11 часов 45 минут на собеседовании с начальником Верховного командования вермахта Кейтелем Штауффенберг узнал, что из-за визита Муссолини запланированное на 13 часов совещание состоится на полчаса раньше. Он сказал, что хотел бы сменить рубашку и в сопровождении Хафтена поспешил в комнату адъютанта Кейтеля фон Фрейенда, где активировал детонатор. В тот момент, когда Штауффенберг собирался активировать второй детонатор, в дверях появился оберфельдфебель Вернер Фогель и сказал, что он должен позвонить генералу Фельгибелю. В результате Штауффенберг не успел активировать вторую взрывчатку, и Хафтен положил её в свой портфель.
По пути в барак Штауффенберг протянул адъютанту Кейтеля свой портфель и попросил дать ему место у стола поближе к Гитлеру, так как вследствие ранений он не очень хорошо слышит. Когда они вошли в оперативную комнату, генерал-лейтенант Хойзингер уже докладывал о положении на Восточном фронте. Он стоял за столом справа от Гитлера. Адъютант Кейтеля расположил Штауффенберга чуть правее за Хойзингером, полагая, что, выступая следующим, он займет его место. Портфель Штауффенберга он поставил перед ним на пол. Вскоре после этого Штауффенберг сказал, что ему надо позвонить и вышел вместе с адъютантом в коридор. Там он попросил соединить его с генералом Фельгибелем. Дав поручение телефонисту, адъютант вернулся в оперативную комнату. Штауффенберг снял трубку, тут же опустил её и вышел из барака, оставив там свою фуражку, чтобы показать, что он вскоре вернётся. Он быстро отправился в адъютантскую, где его ждали Хафтен и Фельгибель. Через несколько минут в бараке раздался взрыв.
Взрыв произошёл в 12 часов 42 минуты. Из 24 человек, присутствовавших на совещании, четверо — генералы Шмундт и Кортен, полковник Брандт и стенографист Бергер — скончались, а остальные получили ранения различной степени тяжести. Гитлер получил сильный ушиб руки, которой опирался на стол в момент взрыва, а также разрыв барабанных перепонок, ушное кровотечение и ссадины. Его брюки были разорваны в клочья взрывной волной.
Впоследствии возникли легенды, призванные объяснить неудачу покушения. Утверждалось, что совещание неожиданно перенесли из подземного бункера в деревянный барак или что портфель Штауффенберга переставили по другую сторону тумбы, которая защитила Гитлера. Первое утверждение не соответствует действительности. С 14 июля все совещания проводились в том самом бараке, и Штауффенберг знал об этом, так как 15 июля он уже был в «Вольфсшанце». Второе обстоятельство не могло бы повлиять на успех, если бы в портфеле оказался и второй пакет взрывчатки.
Сразу же после взрыва Штауффенберг и Хафтен сели в ожидавшую их машину с водителем из батальона сопровождения фюрера и отправились на аэродром. Около 13 часов им чудом удалось покинуть «Вольфсшанце». По пути Хафтен выбросил второй пакет взрывчатки. На аэродроме они сели в самолет Хейнкель He 111, предоставленный генералом Вагнером. В 13 часов 15 минут самолёт вылетел в Рангсдорф.
Фельгибель решил подойти поближе к бараку и увидел, что Гитлер остался в живых. Затем он отправил своему начальнику штаба генерал-лейтенанту Фрицу Тиле в Берлин двусмысленное сообщение: «Произошло что-то ужасное. Фюрер жив». Предположительно, сообщение было составлено таким образом, чтобы не раскрылась роль Фельгибеля и его адресата. Затем Фельгибель организовал информационную блокаду «Вольфсшанце». Однако линии связи, зарезервированные для СС, остались нетронутыми, и уже в 13 часов министру пропаганды Геббельсу стало известно о попытке покушения на Гитлера. 
Около 15 часов Тиле сообщил заговорщикам в Бендлерблоке о противоречивых сведениях из ставки фюрера. Тем временем, прилетев в Рангсдорф, Штауффенберг позвонил Ольбрихту и полковнику Хофакеру из штаба Штюльпнагеля в Париже и сообщил им, что убил Гитлера. Ольбрихт не знал, кому верить. В этот момент с «Вольфсшанце» была снята информационная блокада, и уже полным ходом шло расследование покушения на Гитлера.

### В Берлине

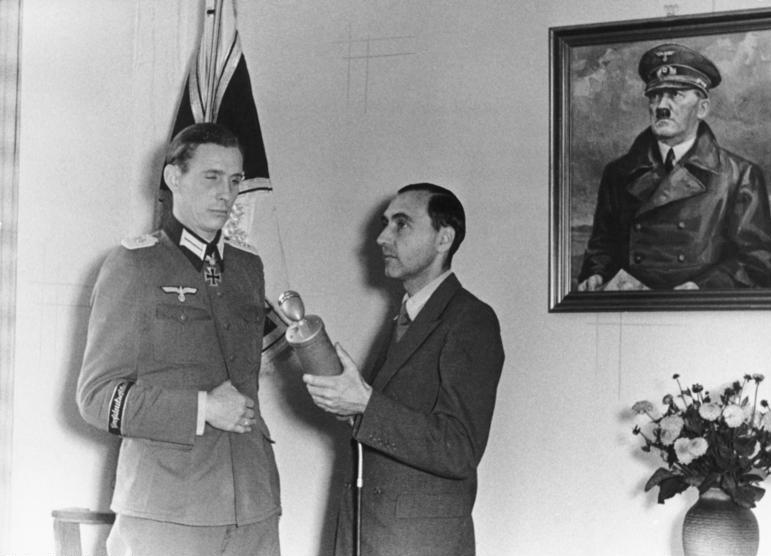
Ремер даёт интервью Паулю Гнуве о подавлении заговора

Около 16 часов генерал Ольбрихт, преодолев сомнения, всё же отдал приказ о начале операции «Валькирия». Однако генерал-полковник Фромм позвонил в ставку фельдмаршалу Кейтелю, который заверил его, что Гитлер во время взрыва отделался лёгкой контузией и спросил, где находится Штауффенберг. Фромм понял, что в «Вольфсшанце» уже известно, куда ведут следы, и ему придётся отвечать за действия своих подчинённых.
В 16 часов 30 минут Штауффенберг и Хафтен наконец прибыли в Бендлерблок. Штауффенберг сказал присутствующим: «Он мёртв. Я видел, как его вынесли». Ольбрихт, Квирнхайм и Штауффенберг сразу же отправились к генерал-полковнику Фромму, который должен был подписать приказы, отданные по плану «Валькирия». Фромм уже знал, что Гитлер жив, он попытался их арестовать, но сам был посажен ими под арест. В этот момент в военные округа были отправлены первые приказы, которые по ошибке получила и ставка Гитлера «Вольфсшанце». В городской комендатуре Берлина комендант города генерал-лейтенант Пауль фон Хазе провёл оперативное совещание, подняв по тревоге пиротехническое училище, оружейное училище, а также 311-й и 320-й стрелковые батальоны.
В 17 часов командир охранного батальона «Великая Германия» майор Отто-Эрнст Ремер, вернувшись из комендатуры, поставил перед личным составом задачу в соответствии с планом «Валькирия» оцепить правительственный квартал. Вскоре после 17 часов по радио было передано первое сообщение о неудачной попытке покушения на Гитлера (следующее сообщение в 18 часов 28 минут обошло весь мир).
Подразделения пехотной школы в Дёберице под Берлином были приведены в полную боевую готовность, преподаватель тактики майор Якоб получил приказ со своей ротой занять Дом радио.
В 17 часов 30 минут Геббельс объявил тревогу в учебном подразделении 1-й танковой дивизии СС «Лейбштандарте СС Адольф Гитлер», которое было приведено в состояние повышенной боевой готовности. Однако министр пропаганды хотел во что бы то ни стало избежать вооружённого конфликта между СС и частями вермахта.
В это же время в штаб заговорщиков в сопровождении четырёх эсэсовцев явился оберфюрер СС и полковник полиции Гумберт Ахамер-Пифрадер. Он заявил, что по личному поручению начальника Главного управления имперской безопасности Эрнста Кальтенбруннера ему надлежит выяснить у Штауффенберга причины его поспешного возвращения в Берлин из ставки Гитлера. Вместо объяснений Штауффенберг арестовал Ахамер-Пифрадера вместе с сопровождавшими его лицами и посадил под замок в одну комнату к уже арестованным генерал-полковнику Фромму и генералу Корцфляйшу.
Около 18 часов рота майора Якоба заняла Дом радио, который, тем не менее, продолжал вещание.
Около 19 часов после оцепления правительственного квартала майор Ремер направился в министерство пропаганды к Геббельсу, которого он должен был арестовать. Однако у него возникли сомнения. Геббельс попросил связать его с Гитлером и передал трубку майору Ремеру, чтобы тот убедился в том, что фюрер жив. Гитлер по телефону присвоил Ремеру звание полковника и приказал взять ситуацию в Берлине под контроль. После разговора с Гитлером Ремер развернул в служебной квартире Геббельса командный пункт и привлёк на свою сторону дополнительные подразделения.
В 19 часов 30 минут из Цоссена в Бендлер-блок приехал генерал-фельдмаршал Вицлебен, который по планам заговорщиков должен был стать верховным главнокомандующим вермахта. Между ним и Беком состоялся разговор наедине. Около 20 часов вышедшие из Крампница для поддержки заговорщиков учебные танковые части получили приказ подавить мятеж генералов. В 20 часов 15 минут генерал-фельдмаршал Эрвин Вицлебен покинул Бендлерштрассе, посчитав попытку переворота явно неудавшейся. Около 21 часа части охранного батальона оцепили Бендлер-блок.

Двор штаба резерва сухопутных войск, где были расстреляны Штауффенберг, Ольбрихт, Хафтен и Квирнхайм

Около 22 часов 30 минут под руководством подполковников Карла Придуна, Болько фон дер Хайде и Франца Хербера в Бендлер-блоке собралась группа непосвящённых в заговор офицеров для выяснения обстановки и «вооружённого удара» против заговорщиков с паролем «За или против фюрера». В перестрелке Штауффенберг был ранен в левую руку. В течение десяти минут верные Гитлеру офицеры освободили Фромма из-под ареста.
Около 23 часов Фромм арестовал заговорщиков. С его разрешения Бек попытался застрелиться, но только нанёс себе лёгкую рану. Он сделал вторую попытку, но снова остался жив, и его по приказу Фромма добил выстрелом фельдфебель. Фромм в спешном порядке созвал военный трибунал, который приговорил Штауффенберга, Ольбрихта, Квирнхайма и Хафтена к расстрелу. Между 0:15 и 0:30 21 июля они были один за другим расстреляны во дворе Бендлерблока. Штауффенберг успел выкрикнуть: «Да здравствует священная Германия!».
В 0 часов 21 минуту Фромм отправил Гитлеру телеграмму с сообщением о том, что путч подавлен. Расстреляв главных заговорщиков, он стремился продемонстрировать лояльность Гитлеру и одновременно уничтожить опасных для себя свидетелей. Прибывший позднее Скорцени распорядился прекратить дальнейшие казни.
Решающую роль в провале сыграл не только случай, спасший Гитлера, но и целый ряд серьёзных просчётов и половинчатых мер заговорщиков, а также выжидательная позиция многих из них.

### В Париже
В Париже переворот шёл по плану, пока заговорщики не узнали, что покушение провалилось. 20 июля 1944 года командующий войсками в оккупированной Франции генерал Штюльпнагель отдал приказ об аресте офицеров  СС, СД и гестапо. За арест отвечал комендант Большого Парижа генерал-лейтенант Ганс фон Бойнебург-Ленгсфельд. Это оказалась самая успешная операция 20 июля: к 22 часам 30 минутам без единого выстрела были арестованы 1200 человек, включая высшего руководителя СС и полиции во Франции, группенфюрера СС Карла Оберга. Заговорщики собрались в штабе в отеле «Рафаэль», а Штюльпнагель отправился в пригород Ла-Рош-Гийон, где находилась штаб-квартира главнокомандующего группы войск «Запад» генерал-фельдмаршала фон Клюге, и безуспешно пытался убедить его перейти на сторону заговорщиков. Когда через несколько часов пришло сообщение о провале заговора и арестованные в Париже были отпущены, Бойнебург объяснил им акцию учениями. Вскоре в «Рафаэле» началось братание военных и эсесовцев с распитием шампанского. Бойенбургу чрезвычайно повезло – он не был признан соучастником заговора, так как генерал Штюльпнагель не выдал его, а группенфюрер СС Оберг не стал под него копать. 21 июля Штюльпнагель был вызван в Берлин. По дороге он тщетно пытался застрелиться, был помещён в лазарет, а в конце августа — казнён. Клюге был снят с должности и покончил жизнь самоубийством в августе 1944 года.

## Репрессии и казни

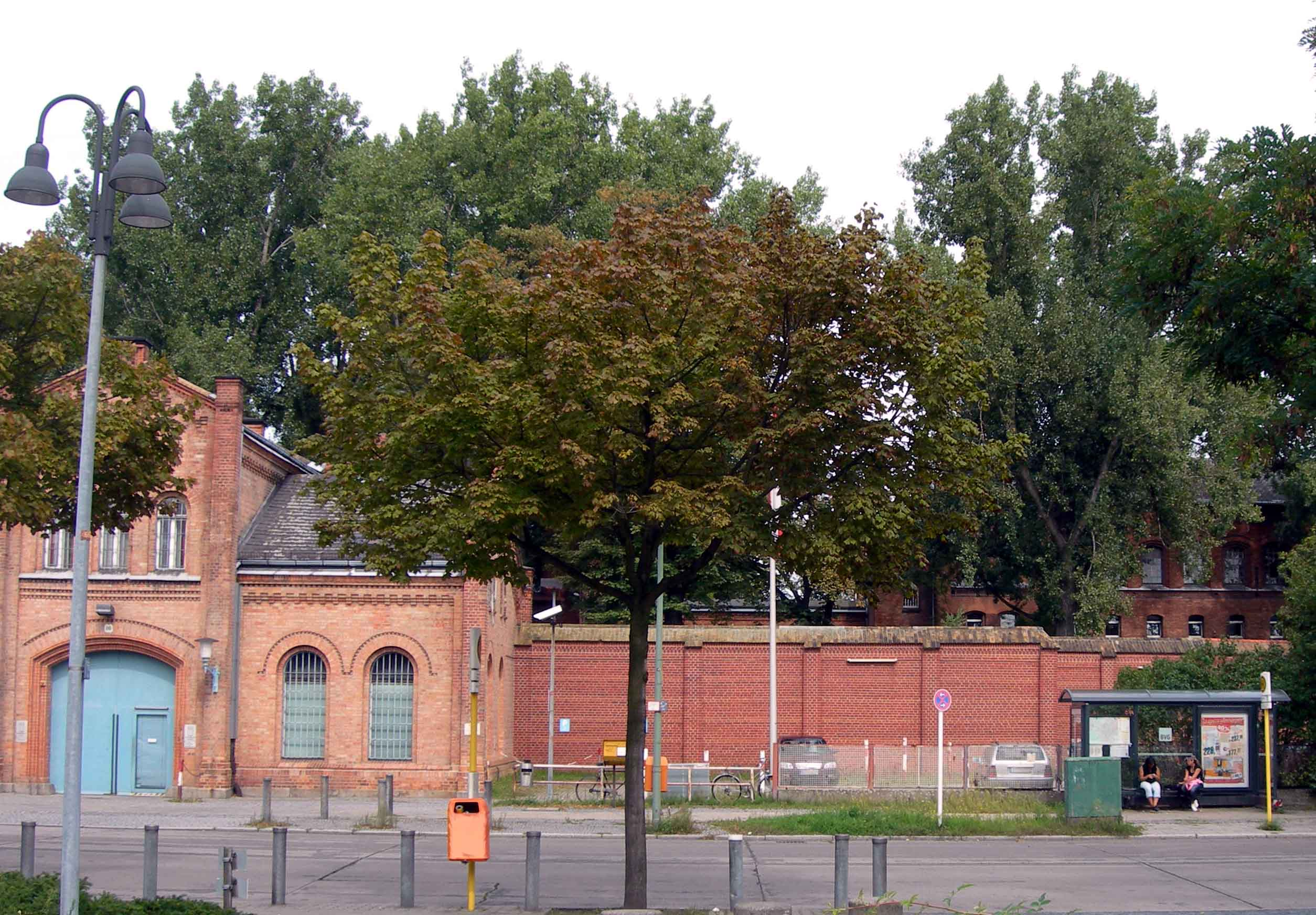
Ворота тюрьмы Плётцензее (улица ныне носит имя Ольбрихта)

В ночь после заговора Гитлер выступил по радио с обращением к нации, обещая жестоко покарать всех участников мятежа. Гестапо провело подробнейшее расследование. Все, кто имел хоть малейшее отношение к главным участникам событий 20 июля, были арестованы или допрошены. Во время обысков были обнаружены дневники и переписка участников заговора, вскрылись предыдущие планы переворота и убийства фюрера; начались новые аресты упоминаемых там лиц. При этом не все имели отношение к заговору 20 июля — гестапо часто сводило старые счёты. Гитлер лично проинструктировал председателя Народной судебной палаты Роланда Фрейслера, что суд должен быть быстрым, а подсудимые должны быть повешены, «как скот на бойне».

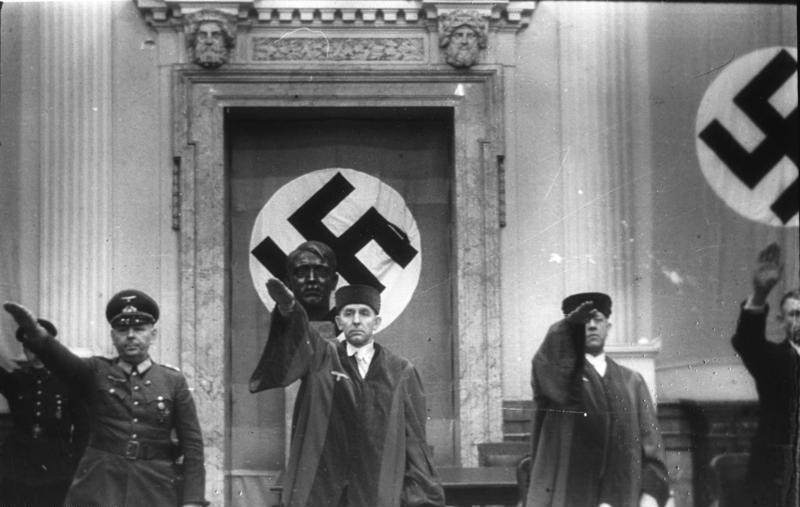
Заседание НСП по делу о заговоре 20 июля 1944. Слева направо: Герман Райнеке, Роланд Фрейслер, Эрнст Лауц

Первый показательный судебный процесс состоялся 7 и 8 августа 1944 года в большом зале Апелляционного суда в Берлине. В качестве зрителей на заседании присутствовали отобранные солдаты, а также члены СС, СА и гестапо. Судья Роланд Фрейслер устроил грандиозное шоу, унижая подсудимых генерал-фельдмаршала Эрвина фон Вицлебена, генерал-лейтенанта Пауля фон Хазе, генерал-майора Гельмута Штифа, генерал-полковника Эриха Гёпнера, капитана Карла Фридриха Клаузинга, подполковника Роберта Бернардиса, обер-лейтенанта Петера Йорка фон Вартенбурга и обер-лейтенанта Альбрехта фон Хагена. Все они были приговорены к смертной казни. 8 августа по приказу Гитлера их казнили не на гильотине, как гражданских преступников, и не через расстрел, как военных, — их повесили на рояльных струнах, прикреплённых к крюкам на потолке, в тюрьме Плётцензее. В отличие от обычного повешения, смерть наступала не от перелома шеи при падении и не от сравнительно быстрого удушья, а от растягивания шеи и медленного удушения. По распоряжению рейхсфильминтенданта Ханса Хинкеля казнь сняли на киноплёнку. Неизвестно, видел ли этот фильм Гитлер. В отличие от киноматериалов о показательных судебных процессах, 25-минутный фильм о казни первых осуждённых не сохранился.
21 июля генерал Хеннинг фон Тресков, имитировав гибель в бою, подорвал себя гранатой под Белостоком. Впоследствии его останки, похороненные на родине, эксгумировали и сожгли. 23 июля был арестован генерал-полковник Франц Гальдер, один из немногих заговорщиков, кто пережил окончание войны в концлагере. Был приговорен к смертной казни арестованный 20 июля генерал Эрих Фельгибель. Когда на суде Фрейслер саркастически описал его  неминуемую смерть, Фельгибель ответил: «Тогда поторопитесь с повешением, господин президент, иначе вас повесят раньше нас». Его казнили 4 сентября в тюрьме Плётцензее. 9 сентября к смертной казни был приговорён пытавшийся скрыться и выданный хозяином гостиницы Карл Гёрделер, однако его казнь откладывалась, предположительно из-за того, что его политический вес и авторитет в глазах Запада могли быть полезны Гиммлеру на случай мирных переговоров. 2 февраля  Гёрделер был повешен в тюрьме Плётцензее в один день с Попицем. 14 октября был вынужден принять яд Эрвин Роммель, командир Штауффенберга в Африке, на которого рассчитывали заговорщики, но степень реальной связи которого с ними неясна. Ещё один фельдмаршал, косвенно причастный к заговору, Федор фон Бок, избежал преследования, но пережил Гитлера только на четыре дня: он погиб 4 мая 1945 года, после того, как его машина попала под обстрел английского штурмовика. 
В общей сложности были казнены или доведены до самоубийства около 200 человек. Среди них — три генерал-фельдмаршала, 19 генералов, 26 полковников, 2 посла, 7 дипломатов, 1 министр, 3 статс-секретаря, а также многие высокопоставленные чиновники, в том числе начальник полиции Берлина Вольф-Генрих фон Хелльдорф и начальник криминальной полиции рейха группенфюрер СС и генерал-лейтенант полиции Артур Небе. Новые и новые процессы и казни шли практически безостановочно с августа 1944 по апрель 1945 года. В соответствии с источниками, участие на судебных процессах для некоторых государственных деятелей было обязательным: Август фон Кагенек отмечал, что его присутствие на одном из процессов «Народного суда» являлось обязательным вследствие приказа  3 февраля 1945 года, на следующий день после казни Гёрделера и Попица, в здание Народной судебной палаты попала американская бомба, и обрушившаяся с потолка балка убила судью Фрейслера. После этого судебные заседания не проводились почти месяц. Следующий процесс состоялся в конце февраля. В марте 1945 года к смертной казни были приговорены Артур Небе и Фридрих Фромм. Последнее судебное заседание состоялось 19 апреля 1945 года.
В начале апреля 1945 года были обнаружены дневники Вильгельма Канариса с подробностями заговора в абвере, что привело его и Ханса Остера, против которого также не было прямых улик, на виселицу; 9 апреля их казнили в концлагере Флоссенбюрг, всего за три недели до смерти самого Гитлера.
В литературе численность и соотношение арестованных и казненных сильно различаются, хотя за основу часто берутся оценки Георга Кизеля, основанные на статистике гестапо (1947). Он исходил из соотношения 7000 к 700, другие авторы, такие как Миттлер (1985), — 7000 к 5000. Эта информация часто приводится в англоязычных источниках. Немецкий историк Петер Хоффман ещё в 1970 году указал на то, что общая численность арестованных была завышена и на самом деле составляла от 600 до 700 человек. По подсчётам историков Штайнбаха и Тухеля, были арестованы не больше 600 человек.
В соответствии с «древнегерманскими» законами о кровной вине (Sippenhaft) репрессиям подверглись и родственники заговорщиков. По оценкам Роберта Лоэффеля, 180 человек. Многие были заключены в тюрьмы и концлагеря, а 46 детей помещены в детский дом Борнталь в Бад-Заксе. Зимой некоторые из них вернулись к вышедшим на свободу матерям, 16 из них были освобождены американскими солдатами 4 мая 1945 года. 
Следствием раскрытия заговора стало усиление бдительности национал-социалистов по отношению к вермахту: он был лишен относительной автономии от партии и СС. 24 июля в армии вместо традиционного воинского приветствия было введено обязательное нацистское приветствие, что вызвало сильное недовольство у офицерского состава: Отто Кариус вспоминал: «Введение в обиход после 20 июля «германского приветствия» по типу нацистского меня всегда чрезвычайно коробило»; Август фон Кагенек в своих мемуарах писал о сопротивлении солдат вермахта, которые вопреки приказу продолжали отдавать старое приветствие, за что на них доносили.

## Оценка

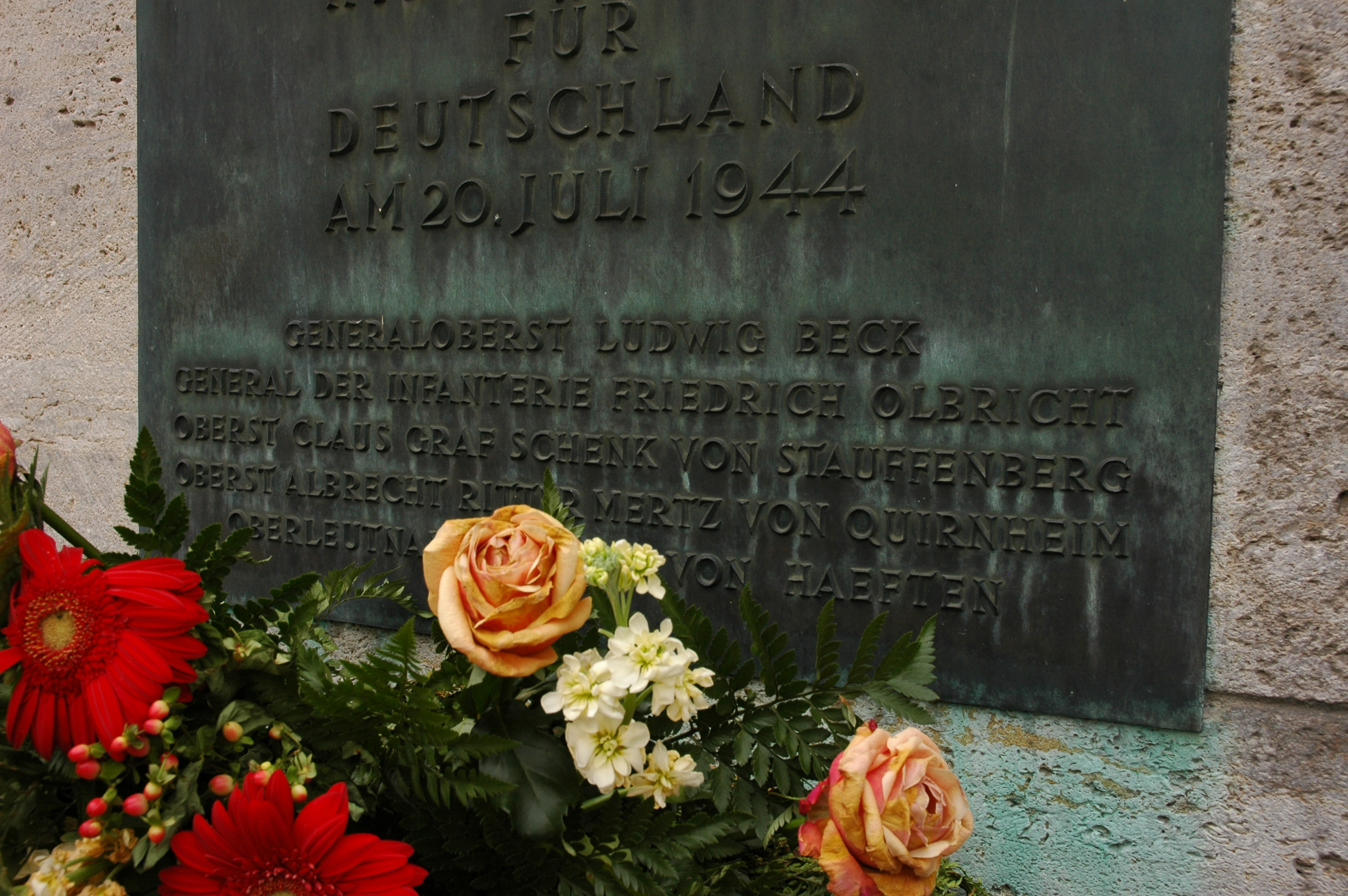
Мемориальная доска на месте расстрела Штауффенберга, 21 июля 2009 года

Вплоть до 1950-х гитлеровское изречение о «маленькой клике преступно глупых офицеров» оказывало влияние на послевоенное западногерманское общество в оценке участников Сопротивления. Долгое время их считали предателями отечества, нанесшими удар в спину сражающимся воинам. Союзники также не были заинтересованы в положительном образе немецкого Сопротивления, так как он противоречил их тезису коллективной вины немецкого народа. Переоценка Сопротивления началась в середине 1950-х годов, чему способствовали выступления ведущих представителей западногерманского общества. В 1960-х годах это привело к тому, что покушение на Гитлера стало принято считать героическим поступком, а заговорщиков – безупречными героями. Перед лицом конфликта между Востоком и Западом они теперь были отцами Основного закона и западногерманской демократии. В последующие десятилетия членов немецкого Сопротивления неоднократно интерпретировали чуть ли не как предтеч европейской интеграции. Бундесвер также использовал 20 июля, чтобы указать на якобы «чистые руки» вермахта во время Второй мировой войны. Помимо этого, в 1980-х годах историческая наука нарисовала более критическую картину Сопротивления, указав на нелиберальные, авторитарные и антисемитские идеи, распространенные среди заговорщиков. Эта тенденция достигла кульминации в начале нынешнего тысячелетия в разоблачении активного участия некоторых членов Сопротивления в войне на уничтожение. Таким образом, дискуссия продолжается до сих пор особенно накануне дня поминовения — являются ли противники Гитлера героями или замешанными в военных преступлениях национал-социалистического государства современниками.

## Фильмы
- 1955 — Это произошло 20 июля / Es geschah am 20. Juli (ФРГ, реж. Георг Вильгельм Пабст)
- 1955 — 20 июля / Der 20. Juli (ФРГ, реж. Фальк Харнак)
- 1966 — Без борьбы нет победы / Ohne Kampf kein Sieg (ТВ ГДР, реж. Руди Курц)
- 1967 — Ночь генералов / The Night of the Generals  (реж. Анатоль Литвак)
- 1970 — Клаус граф Штауффенберг — портрет покусителя / Claus Graf Stauffenberg — Porträt eines Attentäters (ZDF, ТВ ФРГ, реж. Рудольф Нусгрубер)
- 1970 — Освобождение. Направление главного удара (СССР, реж. Юрий Озеров)
- 1971 — Операция «Валькирия» / Operation Walküre (WDR, ТВ ФРГ, реж. Франц Петер Вирт)
- 1990 — Заговор против Гитлера / The Plot to Kill Hitler (ТВ, реж. Лоренс Шиллер)
- 1993 — Убить Гитлера[англ.]/Killing Hitler (BBC, реж. Джереми Ловерлинг)
- 2004 — Штауффенберг / Stauffenberg (ARD, ТВ ФРГ, реж. Йо Байер)
- 2004 — Что действительно произошло 20 июля 1944 года? / Was geschah wirklich am 20. Juli 1944? (RBB, ТВ ФРГ, реж. Артём Деменок)
- 2004 — Час офицеров[нем.] / Die Stunde der Offiziere (ZDF, ТВ ФРГ, реж. Ханс-Эрих Вит)
- 2008 — Операция «Валькирия» / Valkyrie (реж. Брайан Сингер)
- 2009 — Штауффенберг — подлинная история / Stauffenberg — Die wahre Geschichte (ZDF, ТВ ФРГ, реж. Оливер Хальмбургер)
- 2012 — Роммель/ Rommel (Das Erste, ТВ ФРГ, реж. Ники Штайн)